# آرون سواريز
آرون سواريز (بالإسبانية: Aarón Suárez)‏ هو لاعب كرة قدم كوستاريكي في مركز جناح ‏، ولد في 27 يونيو 2002 في La Trinidad District ‏ في كوستاريكا. شارك مع منتخب كوستاريكا تحت 17 سنة لكرة القدم ومنتخب كوستاريكا لكرة القدم. أما مع النوادي، فقد لعب مع نادي ألاجولينسي.

## وصلات خارجية
- Aarón Suárez على موقع قاعدة بيانات كرة القدم.إي يو (الإنجليزية)
- Aarón Suárez على موقع ناشيونال فوتبول تيمز (الإنجليزية)
- Aarón Suárez على موقع Soccerway.com (الإنجليزية)